# 1585 az irodalomban
Az 1585. év az irodalomban.

## Események

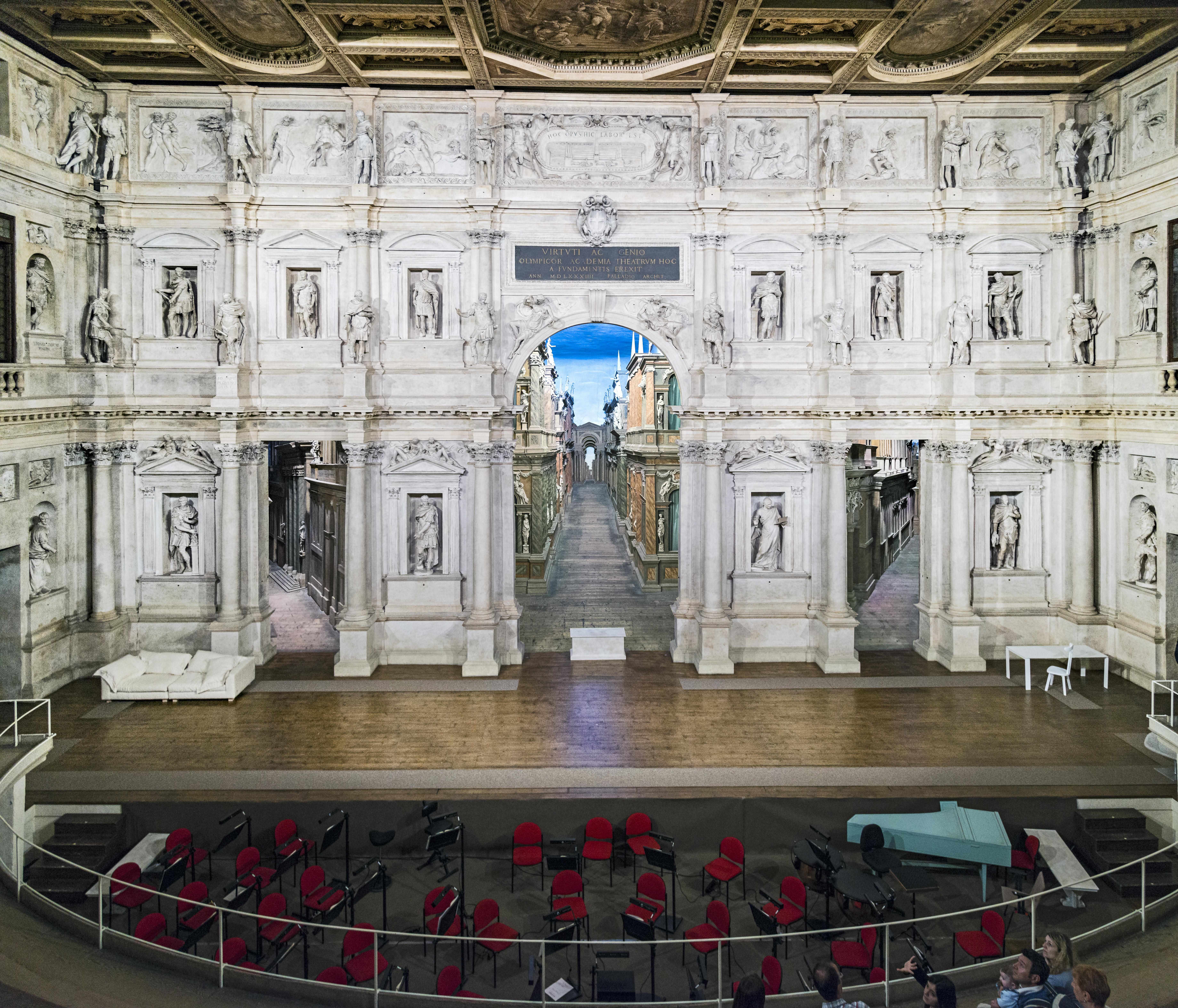
Teatro Olimpico

- március 3. – Vicenzában felavatják a Teatro Olimpico-t. Ez a legidősebb ma is fennálló reneszánsz színház. Úgy tartják, hogy első példája a modern kori fedett színháznak.

## Új művek

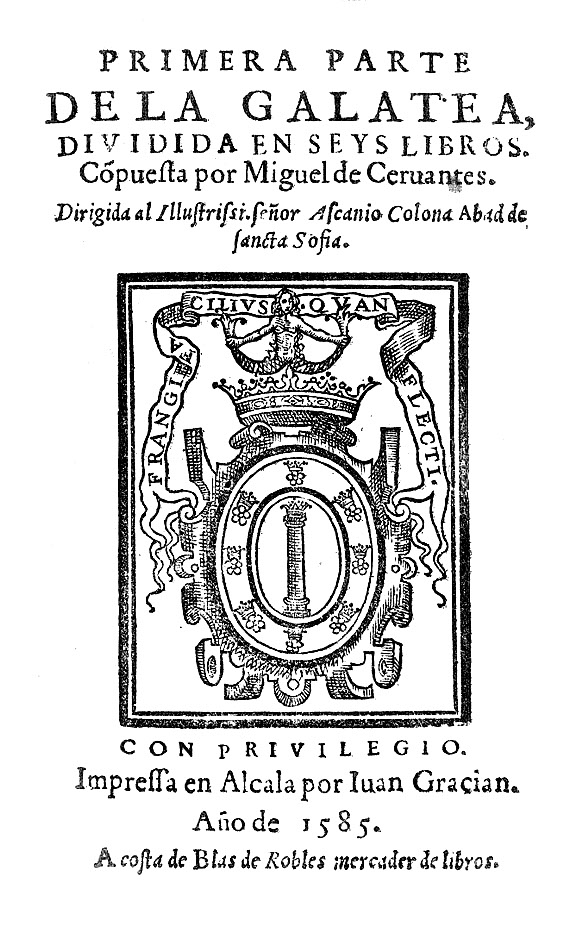
A Galatea címlapja

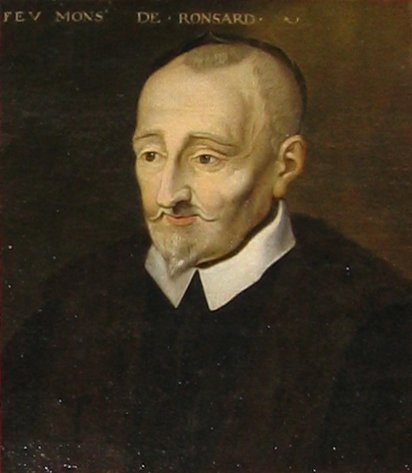
Pierre de Ronsard

- Miguel de Cervantes pásztorregénye: Galatea.
- Giordano Bruno: De gl'heroici furori (Hősi megszállottságok), filozófiai elmélkedések és költemények.[1]

## Születések
- október 28. – Cornelius Jansen németalföldi katolikus teológus, a róla janzenizmusnak elnevezett mozgalom megalapítója († 1638)

## Halálozások
- június 4. – Marc Antoine Muret (latinul: Muretus) francia humanista, a reneszánsz kiemelkedő latin prózaírója, a cicerói latin stílus újjáélesztőinek egyike (* 1526)
- június 30. – Christian Schesaeus erdélyi szász költő (* 1535 körül)
- december 27. – Pierre de Ronsard francia költő, a Pléiade nevű irodalmi csoport vezéralakja, a reneszánsz legnagyobb francia költője (* 1524)